# Benny Paret
Bernardo "Benny" Paret  (Santa Clara, 14 de marzo de 1937-Nueva York, 3 de abril de 1962) fue un boxeador cubano, apodado Benny "Kid" Paret (Benny el Niño). 

## Trayectoria
Compitió en la categoría de peso wélter, conquistando el Campeonato Mundial de Peso Wélter en dos ocasiones a principios de la década de 1960.

## Fallecimiento
La muerte de Paret se produjo diez días después del combate contra Emile Griffith en el que defendía el título y a causa de las lesiones sufridas en el mismo. Celebrado el 24 de marzo de 1962, fue televisado en directo y visto por millones de espectadores. Paret registró a lo largo de su carrera 35 victorias (10 nocauts), 12 derrotas y 3 empates.